# Fichtenohe
De Fichtenohe is een 22,59 km lange, linker zijtak van de rivier de Pegnitz in Oberfranken in de Duitse deelstaat Beieren. 

## Naamgeving
Het riviertje stroomt door een dicht sparrenwoud. Spar is in het Duits Fichte en ohe betekent stromend water, vandaar Fichtenohe.

## De loop van de rivier
De rivier ontspringt in het  Lindenhardter Forst en stroomt richting het zuiden naar het dal van de Zipser Mühlbach. Vervolgens stroomt de Fichtenohe vanaf Buchau parallel aan de B2/B85 richting Pegnitz. Even voor Pegnitz vertakt de rivier zich en stroomt links en rechts om de oude stadskern heen.
Na ongeveer een kilometer wordt de rechtertak van de rivier onderaan de Schlossberg door de 100 meter lange beek uit de Pegnitzbron versterkt. Vanaf dat punt heet de rivier de Pegnitz. De linkerarm, ook wel Mühlbach genaamd, kruist na 900 meter de Pegnitz middels een duiker.
De Fichtenohe/Mühlbach verdwijnt in de Wasserberg en de Pegnitz stroomt daarom heen. Tot slot mondt de Fichtenohe uit in de Pegnitz.

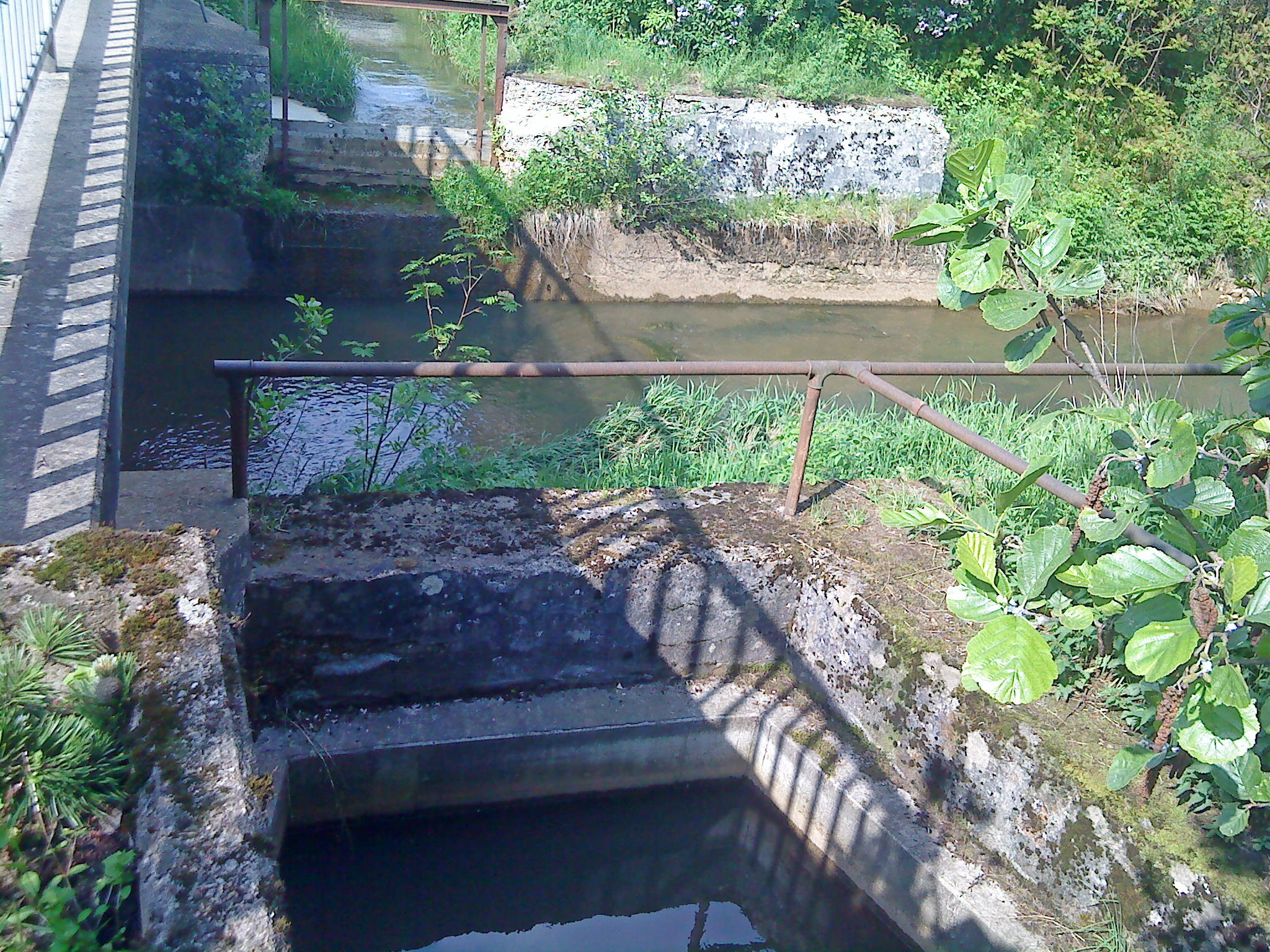
Duiker

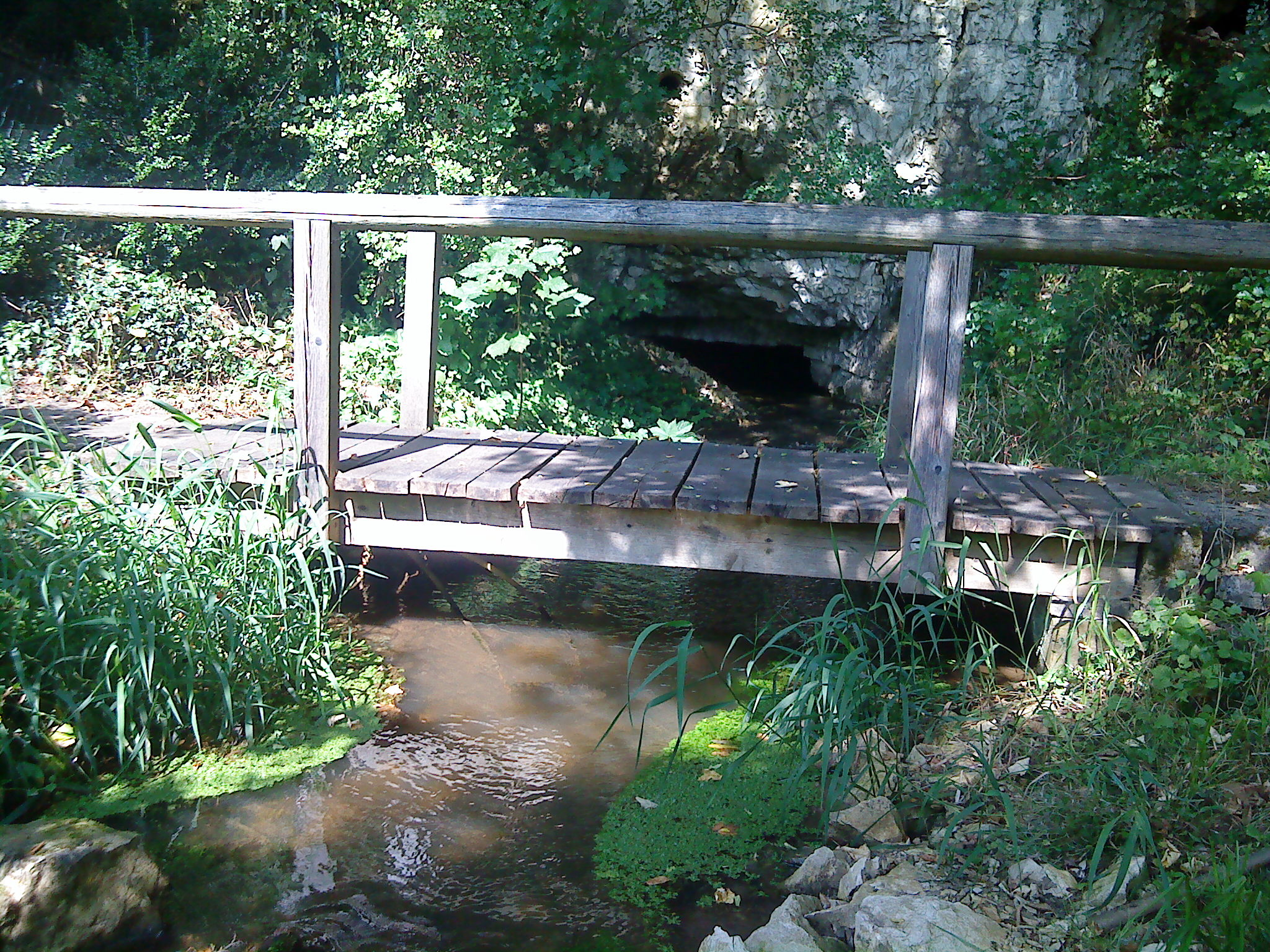
de Fichtenohe stroomt uit de Wasserberg

## Zijrivieren van de Fichtenohe
- Käsbrunnengraben (rechts)
- Hämmerlesbach (rechts)
- Gemüsbach (rechts)
- Brunnbach (links)
- Wolfslohbach (links)
- Zipser Mühlbach (links)
- Erlbach (rechts)
- Buchauer Bach (rechts)